# Angel Witch (álbum de Angel Witch)
Angel Witch es el álbum debut de la banda británica Angel Witch, considerado un LP icónico para la NWOBHM. Tiene 2 temas provenientes de su demo de 1979 Angel Witch y Gorgon.

## Lista de canciones

### Lado A
1. Angel Witch
2. Atlantis
3. White Witch
4. Confused
5. Sorcerers

### Lado B
1. Gorgon
2. Sweet Danger
3. Free Man
4. Angel Of Death
5. Devil's Tower (Instrumental)

## Personal
- Kevin Heybourne - voz, guitarra
- Kevin "Skids"  Riddles - bajo, teclados, coros
- Dave Hogg - batería, percusión

- Datos: Q2066466